# دوغ هوفمان
دوغ هوفمان (بالإنجليزية: Doug Hoffman)‏ هو سياسي أمريكي، ولد في 1953 في سارانك ليك في الولايات المتحدة. حزبياً، نشط في الحزب الجمهوري.